# Brzeg
Brzeg (in tedesco: Brieg) è una città polacca del distretto di Brzeg nel voivodato di Opole, sul fiume Oder.
Si estende su una superficie di 14,7 km² e contava 37 261 abitanti al 31 dicembre 2012 (2 535 per km²).

## Storia
Nel 1250 il duca di Slesia Enrico III le accordò i privilegi di città e venne fortificata nel 1297: in seguito alla divisione del ducato di Breslavia (1311) divenne la capitale del ducato di Legnica (Bassa Slesia); nel 1428 venne incendiata dagli Hussiti ma venne immediatamente ricostruita.
All'estinzione della dinastia dei Piasti (1675) l'imperatore Leopoldo I ne rivendicò il possesso come re di Boemia: essendo già stata promessa ai discendenti dell'elettore di Brandeburgo Gioacchino II (1537), il passaggio di Brzeg ai domini asburgici venne usato come pretesto da Federico II di Prussia per scatenare la guerra di successione austriaca (1740-1748).
Conquistata dalla Prussia con la Slesia nel 1742, distrutta dalle truppe napoleoniche nel 1807, fece parte della Germania fino alla II guerra mondiale e passò alla Polonia nel 1945.
Conserva monumenti del XIII secolo.